# Théâtre d'Esch
Théâtre d'Esch je gledališče v mestu Esch-sur-Alzette v Luksemburgu. Glavna dvorana ima 517 sedežev. Gledališče uprizarja opere, operete, koncerte, plesne predstave, varieteje, jazz, popevke, muzikale in drugo zabavno vsebino.
Manjša dvorana s 100 sedeži se običajno uporablja za intimne jazz nastope, pesniške recitale in konference. Stavba se uporablja tudi za likovne razstave.